# New Haven (Virginia Occidentale)
New Haven è un comune degli Stati Uniti d'America, situato nello Stato della Virginia Occidentale, nella contea di Mason.